# Dieckmann Bauen + Umwelt
Dieckmann Bauen + Umwelt GmbH & Co. KG ist ein mittelständisches, hauptsächlich in Nordwestdeutschland tätiges Unternehmen mit Hauptsitz in Osnabrück. Die Dieckmann-Unternehmensgruppe ist in den Bereichen Tief- und Straßenbau, Umwelttechnologie und Recycling sowie in der Projektentwicklung für kommunale Infrastruktur tätig.

## Beschreibung

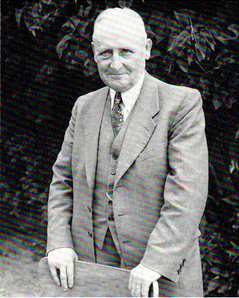
Firmengründer Heinrich Dieckmann

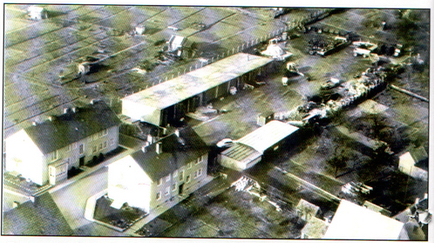
Firmengelände am Brinkhofweg
1955–1964

Die Unternehmensgruppe Dieckmann wurde 1927 gegründet. Heute gehört sie zu den größten Bau-Handwerksbetrieben im Nordwesten Deutschlands. Das als mittelständischer Familienbetrieb geführte Handwerksunternehmen betätigt sich im Straßen- und Tiefbau sowie in den Bereichen Entsorgung, Recycling, Umweltschutz sowie in der Projektentwicklung für kommunale Infrastruktur. Auftraggeber sind in erster Linie kommunale Verwaltungen. Insgesamt beschäftigt die Unternehmensgruppe in allen Bereichen rund 550 Mitarbeitende.

## Geschichte
Straßenbaumeister Heinrich Dieckmann gründet das Unternehmen als Einzelunternehmen in Osnabrück. Das Unternehmen konzentriert sich von Anfang an auf den Straßen- und Tiefbau mit Schwarzdecken und Pflasterarbeiten.
Neuanfang 1945
Nach dem Zweiten Weltkrieg stand das Unternehmen vor einem Neuanfang. Langjährige, erfahrene Mitarbeiter standen nicht mehr zur Verfügung. Der Maschinenpark musste neu aufgebaut werden. Heinrich Dieckmann und der als Mitgesellschafter eingetretene Bauingenieur Gustav Niehaus bauten das Unternehmen wieder auf. Es entwickelte sich innerhalb kurzer Zeit zu einem bedeutenden Unternehmen in der Osnabrücker Baubranche. Auch die Leistungsvielfalt wurde kontinuierlich ausgebaut.
Expansion in den 1970er Jahren
Straßenbaumeister und Bauingenieur Reinhold Höcker übernahm 1971 als geschäftsführender Gesellschafter zusammen mit Bauingenieur und Mitgesellschafter Dieter Niehaus die Leitung des Unternehmens. Für Dieckmann beginnt eine Zeit des kontinuierlichen Wachstums.
Zusammen mit anderen Bauunternehmen entwickelte Reinhold Höcker Anfang der 80er Jahre ein Konzept zum Recycling von Bauschutt, das Dieckmann als erstes Bauunternehmen in Osnabrück verwirklichte und das sich einige Zeit später auch bundesweit durchsetzen konnte. Es gehört heute in der gesamten Baubranche zum Standard.
Entwicklung der Unternehmensgruppe ab den 2000er Jahren
Der Enkel des Firmengründers, Hartmut Dieckmann wurde nach dem Ausscheiden von Dieter Niehaus 2003 geschäftsführender Gesellschafter. 2015 übernahm Jens-Peter Zuther die Geschäftsführung von Reinhold Höcker und war gemeinsam mit Hartmut Dieckmann bis zum 31.03.2024 Mitglied der Geschäftsleitung. Seit dem 1. April 2024 gehören neben Hartmut Dieckmann auch Hendrik Dieckmann und Thomas Pötter zur Geschäftsleitung. Die Unternehmensgruppe wurde und wird kontinuierlich um neue Geschäftsbereiche erweitert und durch Firmenzukäufe vergrößert.

## Firmenverbund
|  | DIECKMANN Bauen + Umwelt GmbH & Co. KG in Osnabrück mit Niederlassungen in: - Ibbenbüren - Georgsmarienhütte |
|  | VÖLKMANN Straßen- und Ingenieurbau GmbH in Damme mit einer Niederlassung in: - Osnabrück                     |
|  | Josef Weber GmbH & Co.KG in Georgsmarienhütte                                                                |
|  | OSNABRÜCKER STEINBRUCHBETRIEBE GmbH in Georgsmarienhütte mit Steinbrüchen in: - Holsten-Mündrup - Hagen      |
|  | LGV Landschaftsbau und Geräteverleih GmbH + Co. KG in Osnabrück                                              |
|  | AUGUST MEYER ENTSORGUNG Techn. Dienstleistungen GmbH + Co. KG in Osnabrück                                   |
|  | OAG Osnabrücker Abfallwirtschaftsgesellschaft mbH in Osnabrück                                               |
|  | BMFO Boden Management Flüssigboden GmbH in Osnabrück                                                         |

## Dienstleistungen
- Straßenbau
- Pflasterbau in Naturstein und Betonstein
- Erschließungen
- Kanal- und Rohrleitungsbau
- Renaturierungen
- Erd- und Kulturbau
- Landschaftsbau
- Ingenieurbau
- Radwegebau
- Tiefbau
- Projektentwicklung
- Rückbau von baulichen Anlagen
- Steinbrüche, Sandgruben, Deponien
- Baustellenver- und -entsorgung
- Kanalinspektionen
- Winterdienste
- Transporte
- Abbrucharbeiten

## Soziales und gesellschaftliches Engagement

### Ausbildung und Integration
Die Unternehmensleitung schaltete sich dabei auch in die Auseinandersetzung um die Abschiebung eines Auszubildenden in den Sudan ein.